# Cardamine pratensis
Agrião-dos-prados (Cardamine pratensis), é uma flor da família Brassicaceae, nativa da Europa e Ásia Ocidental.

## Crescimento
É uma planta perene herbácea que cresce em torno de 40–60 cm de altura, com folhas de 5–12 cm de comprimento, com 3-15 folíolos, cada um folheto cerca de 1 cm de comprimento. A flores são produzidos em um ponto 10–30 cm de comprimento, cada flor com 1–2 cm de diâmetro com quatro pétalas rosa-pálido (raramente brancas). Cresce melhor perto da água.
É cultivada como planta ornamental nos jardins, e tem como resultado do cultivo de tornar-se  naturalizados na América do Norte.
Em alguns países europeus, a planta está sob a ameaça (eg: partes da Alemanha). É uma planta como alimento para a borboleta ponta-laranja (Anthocharis cardamines) e faz uma adição valiosa a todo o jardim, que visa atrair animais selvagens. Foi utilizado como um substituto para o Agrião.

## Folclore
No folclore disse que era para ser sagrado para as fadas, e assim não teve sorte, se interposto dentro de casa. Ela não foi incluído no dia guirlandas de maio pela mesma razão.

## Galeria de fotos

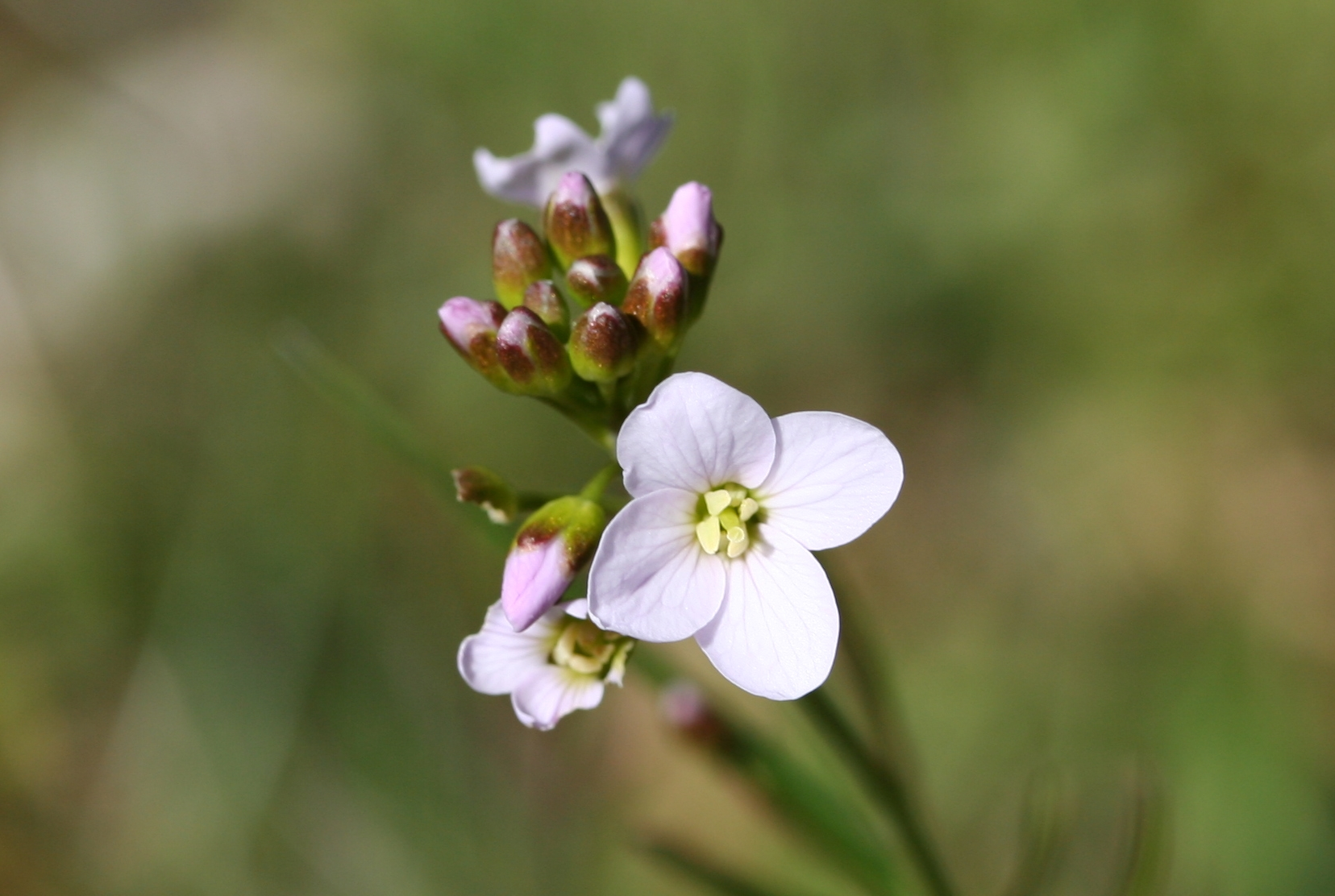
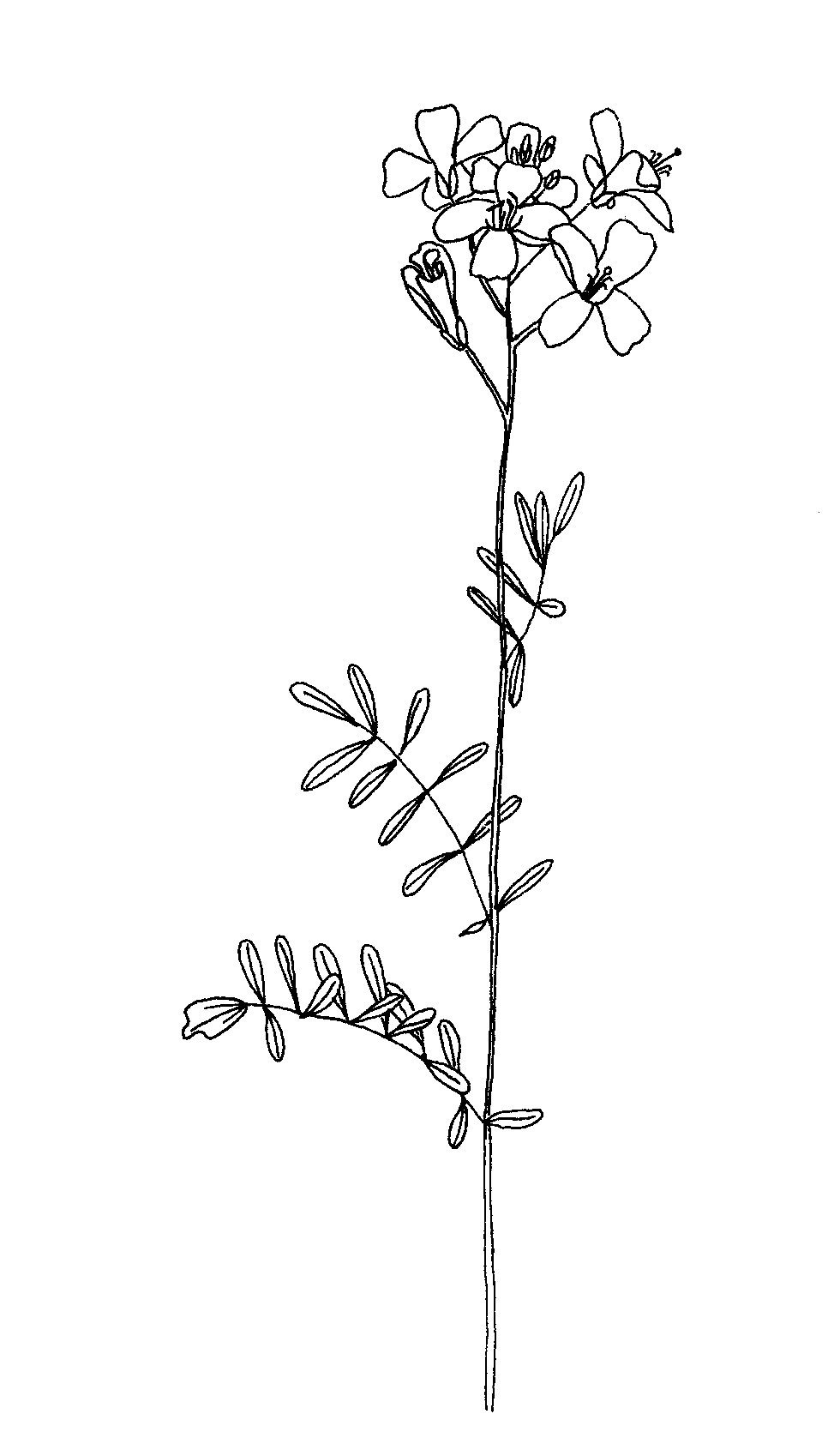
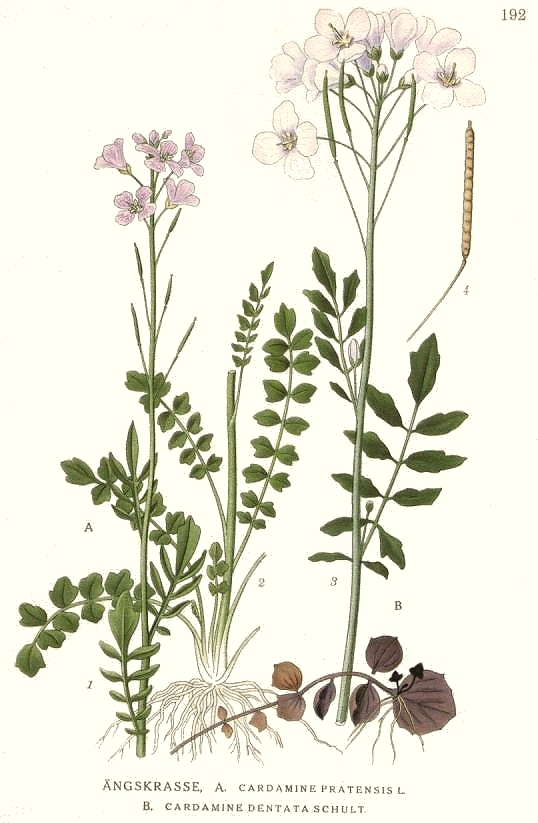
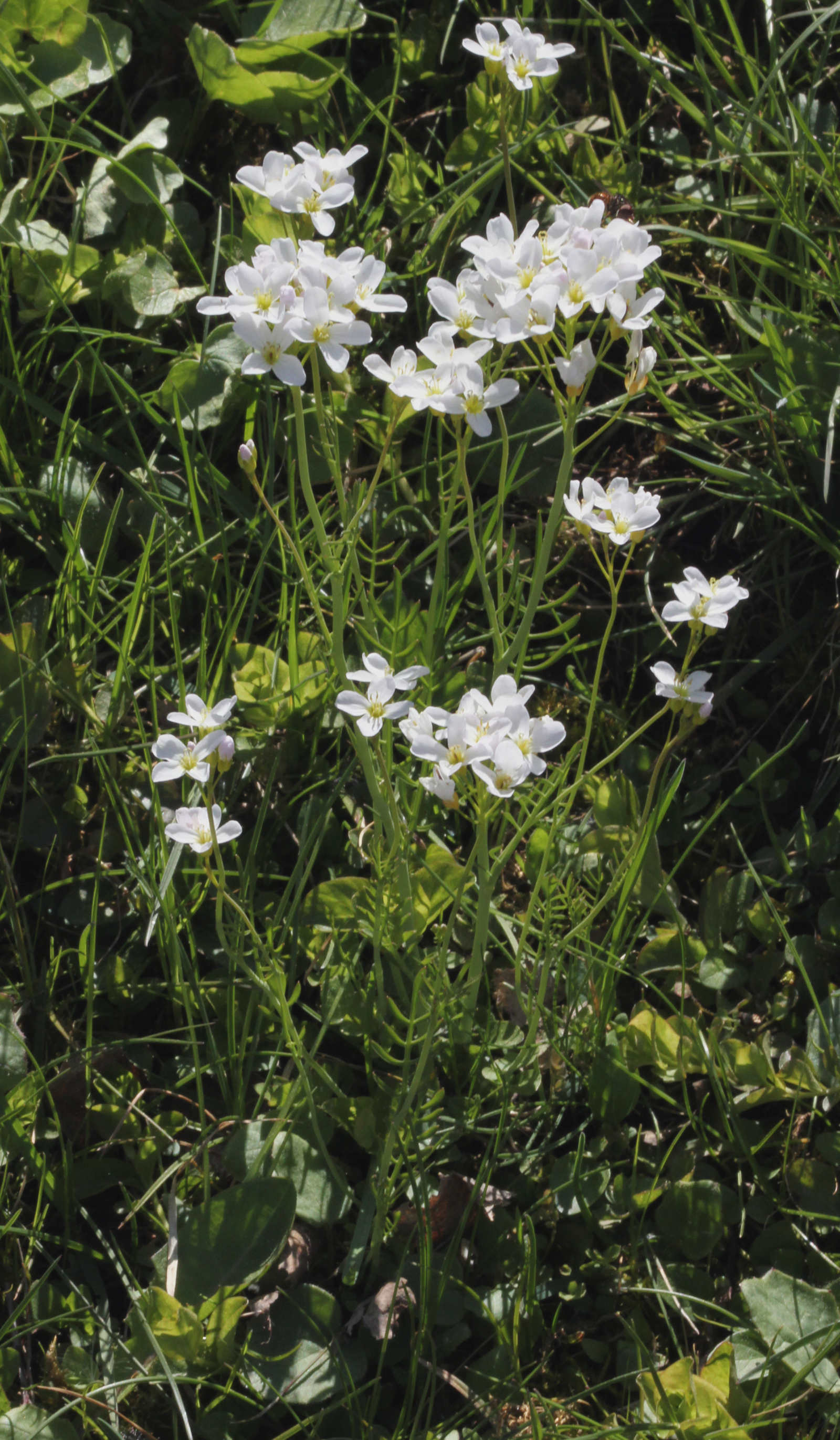

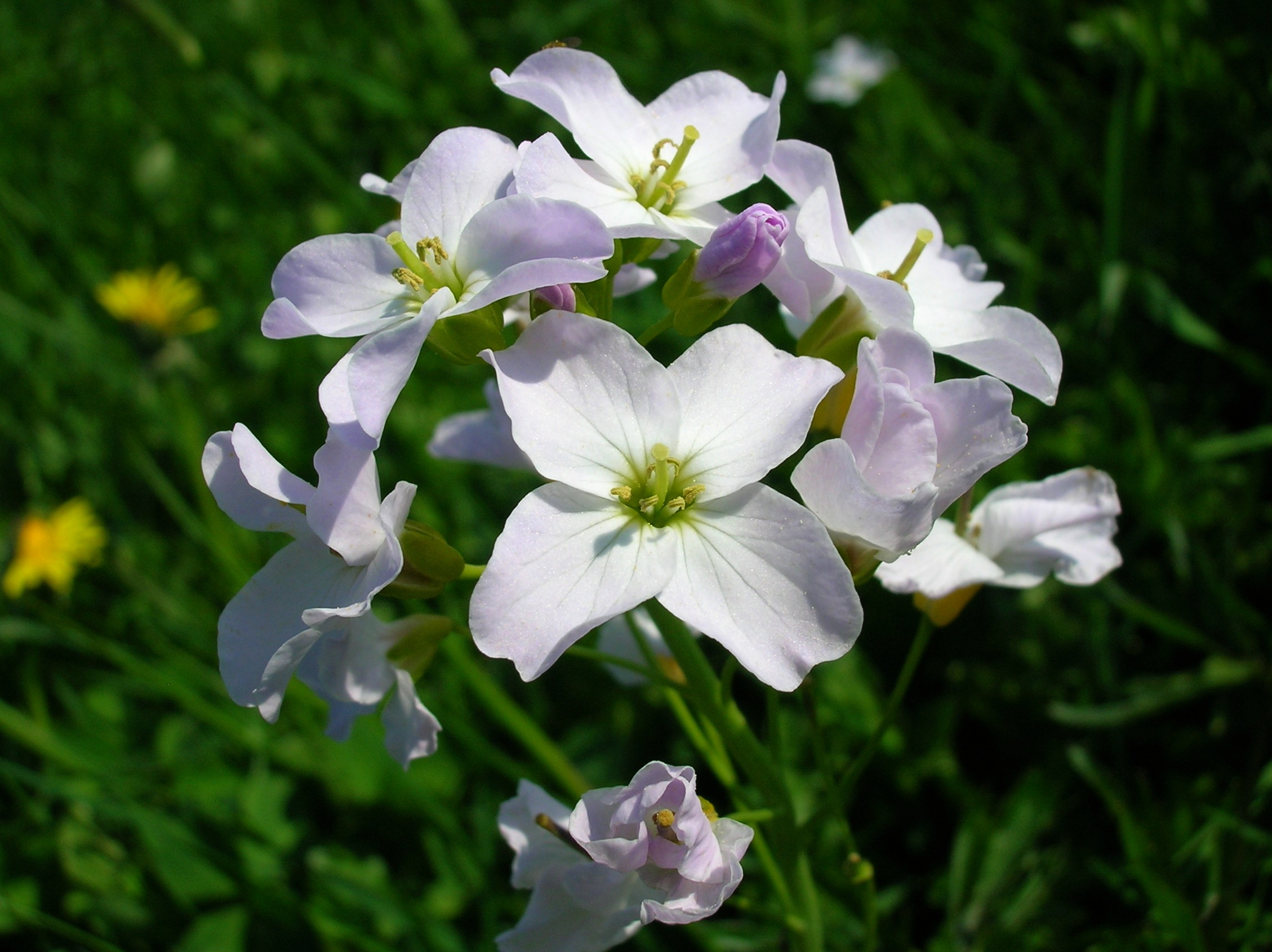
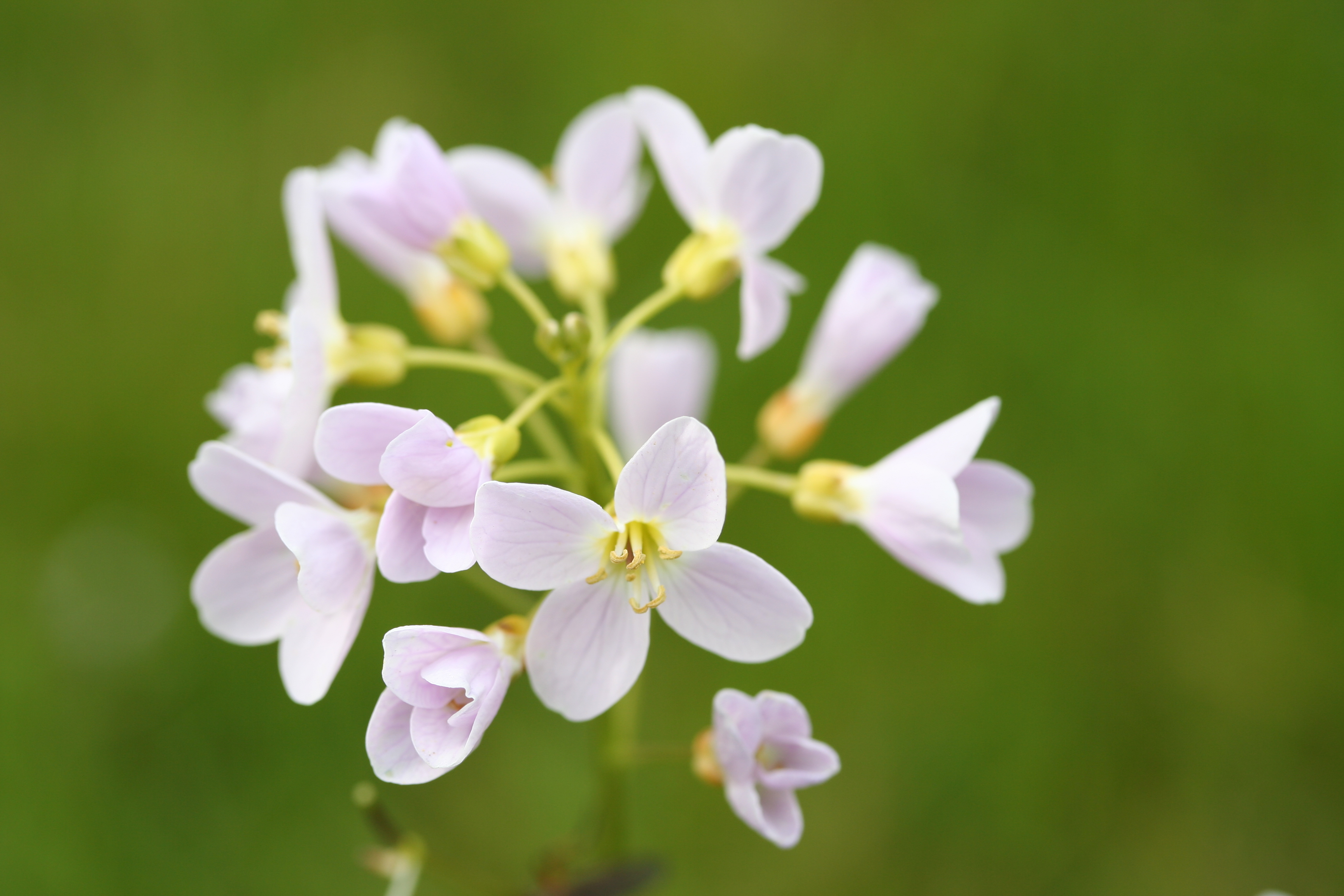
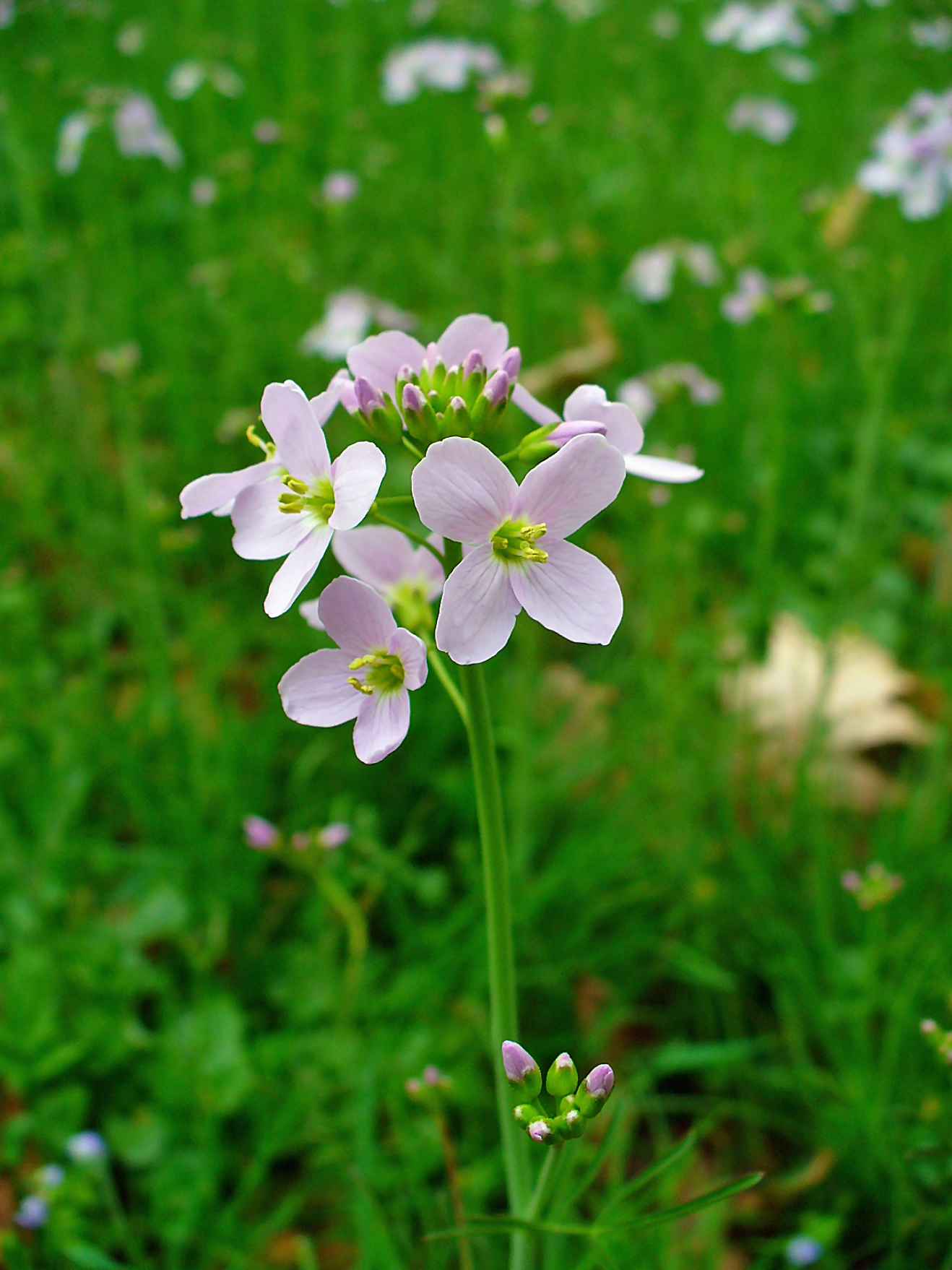
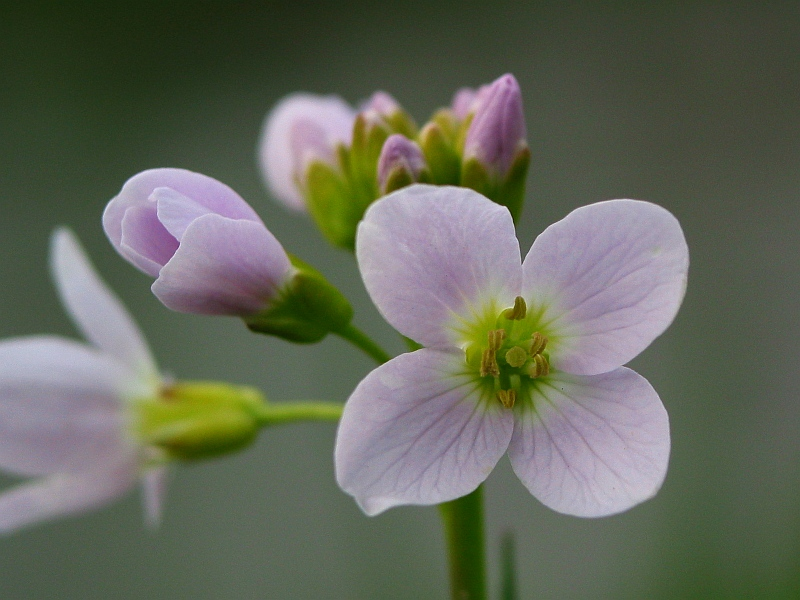
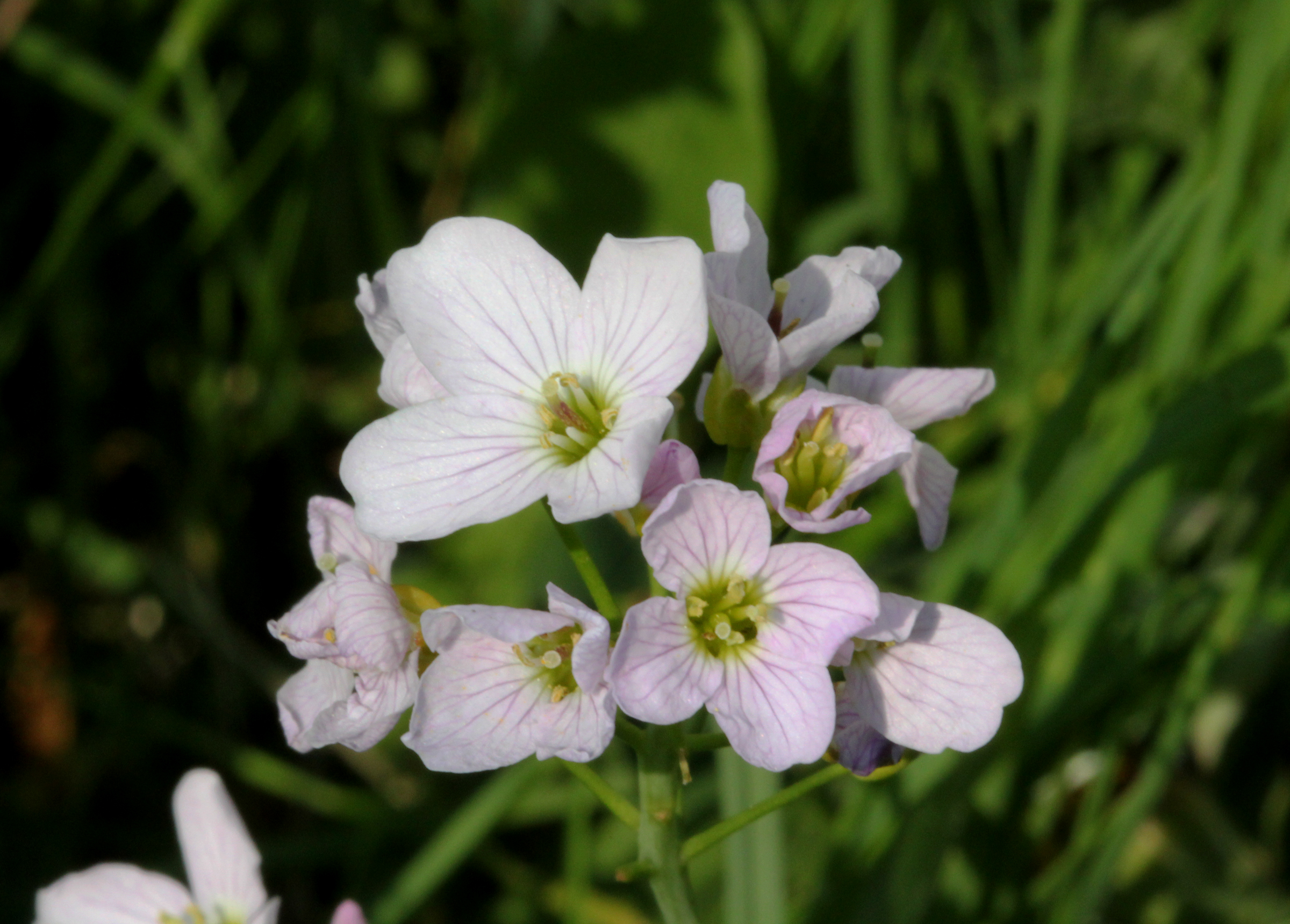